# Ad-hoc-hypothese

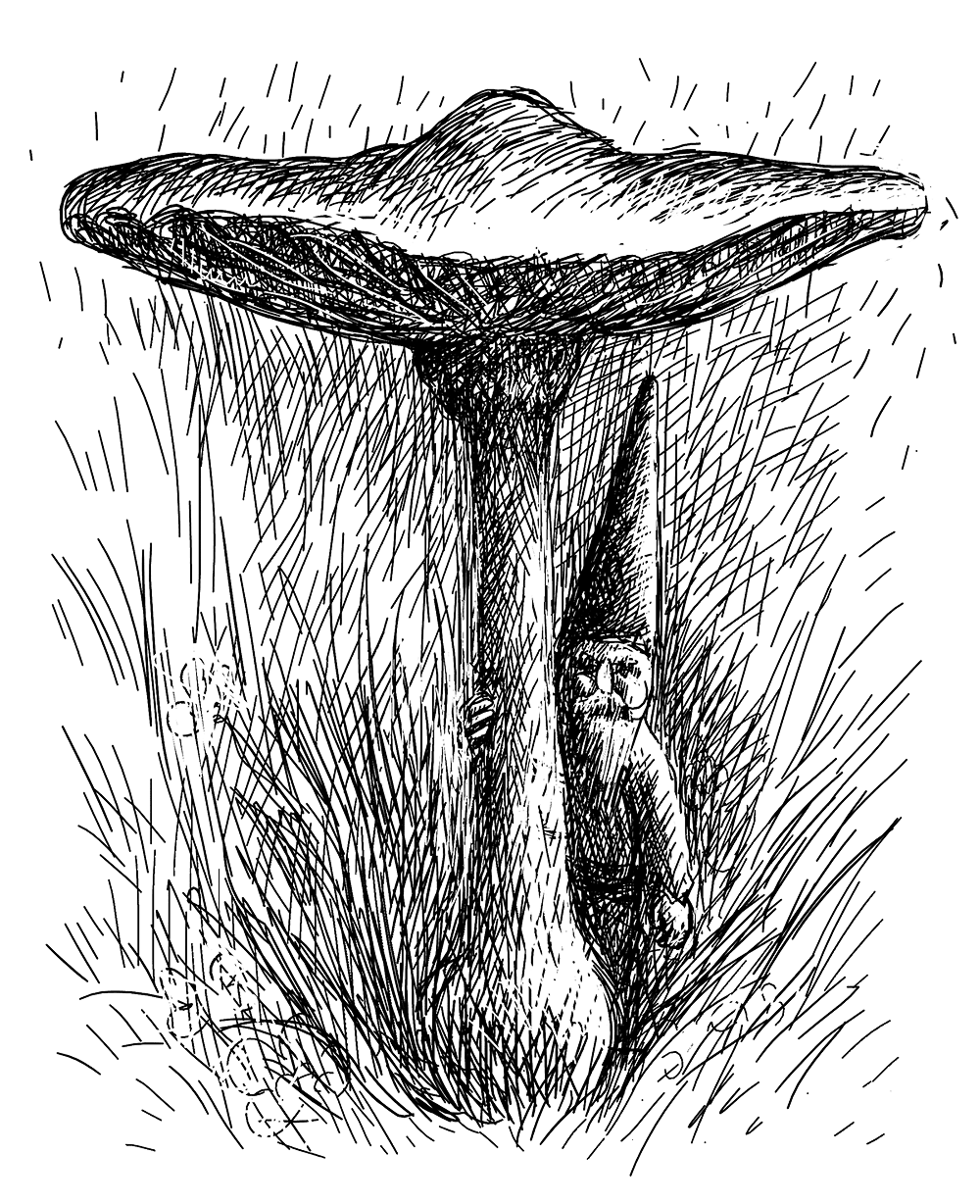
Wie wil geloven in kabouters, kan voorkomen dat het tegendeel ooit wordt bewezen door ad-hoc-hypothesen te gebruiken, zoals door te stellen dat ze onzichtbaar zijn of dat hun drijfveren ingewikkeld zijn

Een ad-hoc-hypothese is in de wetenschap en de filosofie een hypothese zonder onafhankelijke onderbouwing die wordt gebruikt om te voorkomen dat een theorie wordt gefalsifieerd. Een ad-hoc-hypothese wordt aangevoerd om een anomalie in het theoretische model te verklaren en zo de geldigheid van het model als geheel te kunnen redden. Hoewel het niet per se om een drogreden gaat, wordt een opeenhoping van ad-hoc-hypothesen gezien als een zwaktebod, omdat de theorie dan haar voorspellingskracht kwijtraakt.

## Gebruik
Ad-hoc-hypothesen zijn typisch voor pseudowetenschappelijke onderwerpen, zoals complottheorieën, postume Elvis-waarnemingen, UFO-ontvoeringsverhalen, religie of het bestaan van feeën. Vaak wordt daarbij gepoogd de bewijslast te verschuiven naar degenen die sceptisch zijn ten aanzien van de bewering(en). De voordelen van ad-hoc-hypothesen zijn erg groot: ze kunnen naar believen worden verzonnen en er is geen kennis over het onderwerp nodig. Ze hoeven niet eens waarschijnlijk te zijn, zolang ze maar zo vaag mogelijk blijven, en zodra er één wordt uitgeschakeld kunnen er meerdere nieuwe ad-hoc-hypothesen worden aangevoerd om de oude ad-hoc-hypothese van weerlegging te redden.
Hoewel veel sceptici zich verplicht voelen alle aangeleverde informatie te bestuderen om ze één voor één te verifiëren of te falsifiëren, hoeft de opsteller van ad-hoc-hypothesen geen enkele moeite te doen om zijn of haar beweringen te beargumenteren. Een effectieve manier om kritiek de mond te snoeren is om met zo veel mogelijk ad-hoc-hypothesen op de proppen te komen, zodat sceptici erdoor worden overweldigd en moedeloos geworden hun pogingen om de theorie onderuit te halen zullen staken.

## Voorbeelden
Een bekend voorbeeld is The Parrot Sketch (1969) van Monty Python.
- Klant: Mijn pasgekochte papegaai is dood. Verkoper: Nee, hij slaapt gewoon. (Klant probeert papegaai ruw wakker te maken). Klant: Hij is nog steeds dood. Verkoper: Nee, hij is bedwelmd. Klant: Ik ben het beu; deze papegaai is duidelijk overleden (...). Verkoper: Misschien verlangt hij naar de fjorden... enz.[3]

Een ander bekend voorbeeld is hoe apologeten, die geloven in de onfeilbaarheid van de Bijbel, de discrepantie tussen Matteüs 2:1 (volgens welke Jezus in of vóór 4 v.Chr. is geboren) en Lucas 2:2 (volgens welke Jezus in of na 6 n.Chr. is geboren) proberen op te lossen.
- Apologeet: Misschien had Quirinius een eerdere termijn in Syria toen Herodes nog leefde, en is Jezus toen geboren. Scepticus: Daarvoor is geen bewijs, en hij was al gouverneur van Galatia. Apologeet: Misschien maakten ze een uitzondering voor Quirinius. Scepticus: In de hele geschiedenis van het Romeinse Rijk is er nog nooit iemand geweest met een dubbel gouverneurschap, en Varus was toen al gouverneur van Syria. Apologeet: Misschien was Quirinius geen gouverneur maar slechts een beheerder die de volkstelling uitvoerde. Scepticus: Maar in Lucas 2:2 staat duidelijk gouverneur (ἡγεμονεύοντος). Apologeet: Misschien bedoelde Lucas eigenlijk beheerder toen hij gouverneur schreef... enz.[3]